# Список астероїдів (3201—3300)
| Назва                               | Тимчасове позначення | Дата відкриття    | Місце відкриття                            | Відкривач                                              |
| ----------------------------------- | -------------------- | ----------------- | ------------------------------------------ | ------------------------------------------------------ |
| 3201 Сейтофф (Sijthoff)             | 6560 P-L             | 24 вересня 1960   | Паломарська обсерваторія                   | К. Й. ван Гаутен, І. ван Гаутен-Ґроневельд, Т. Герельс |
| 3202 Ґрафф (Graff)                  | A908 AA              | 3 січня 1908      | Обсерваторія Гейдельберг-Кеніґштуль        | Макс Вольф                                             |
| 3203 Гут (Huth)                     | 1938 SL              | 18 вересня 1938   | Зоннеберзька обсерваторія                  | Куно Гоффмайстер                                       |
| 3204 Lindgren                       | 1978 RH              | 1 вересня 1978    | КрАО                                       | Черних Микола Степанович                               |
| 3205 Боксенберґ (Boksenberg)        | 1979 MO6             | 25 червня 1979    | Обсерваторія Сайдинг-Спрінг                | Е. Гелін, Ш. Дж. Бас                                   |
| 3206 Ухань (Wuhan)                  | 1980 VN1             | 13 листопада 1980 | Обсерваторія Цзицзіньшань                  | Обсерваторія Червона Гора                              |
| 3207 Спінрад (Spinrad)              | 1981 EY25            | 2 березня 1981    | Обсерваторія Сайдинг-Спрінг                | Ш. Дж. Бас                                             |
| 3208 Лунн (Lunn)                    | 1981 JM              | 3 травня 1981     | Станція Андерсон-Меса                      | Едвард Бовелл                                          |
| 3209 Бухвальд (Buchwald)            | 1982 BL1             | 24 січня 1982     | Станція Андерсон-Меса                      | Едвард Бовелл                                          |
| 3210 Лупішко (Lupishko)             | 1983 WH1             | 29 листопада 1983 | Станція Андерсон-Меса                      | Едвард Бовелл                                          |
| 3211 Луїзфараїлда (Louispharailda)  | 1931 CE              | 10 лютого 1931    | Вільямс Бей                                | Джордж Ван-Бісбрук                                     |
| 3212 Аґрікола (Agricola)            | 1938 DH2             | 19 лютого 1938    | Турку                                      | Ірйо Вяйсяля                                           |
| 3213 Смоленськ (Smolensk)           | 1977 NQ              | 14 липня 1977     | КрАО                                       | Черних Микола Степанович                               |
| 3214 Макаренко (Makarenko)          | 1978 TZ6             | 2 жовтня 1978     | КрАО                                       | Журавльова Людмила Василівна                           |
| 3215 Лапко (Lapko)                  | 1980 BQ              | 23 січня 1980     | КрАО                                       | Карачкіна Людмила Георгіївна                           |
| 3216 Гаррінгтон (Harrington)        | 1980 RB              | 4 вересня 1980    | Станція Андерсон-Меса                      | Едвард Бовелл                                          |
| 3217 Сейдельманн (Seidelmann)       | 1980 RK              | 2 вересня 1980    | Станція Андерсон-Меса                      | Едвард Бовелл                                          |
| 3218 Дельфін (Delphine)             | 6611 P-L             | 24 вересня 1960   | Паломарська обсерваторія                   | К. Й. ван Гаутен, І. ван Гаутен-Ґроневельд, Т. Герельс |
| 3219 Комакі (Komaki)                | 1934 CX              | 4 лютого 1934     | Обсерваторія Гейдельберг-Кеніґштуль        | К. В. Райнмут                                          |
| 3220 Мураяма (Murayama)             | 1951 WF              | 22 листопада 1951 | Обсерваторія Ніцци                         | Марґеріт Ложьє                                         |
| 3221 Чанші (Changshi)               | 1981 XF2             | 2 грудня 1981     | Обсерваторія Цзицзіньшань                  | Обсерваторія Червона Гора                              |
| 3222 Ліллер (Liller)                | 1983 NJ              | 10 липня 1983     | Станція Андерсон-Меса                      | Едвард Бовелл                                          |
| 3223 Форсіус (Forsius)              | 1942 RN              | 7 вересня 1942    | Турку                                      | Ірйо Вяйсяля                                           |
| 3224 Іркутськ (Irkutsk)             | 1977 RL6             | 11 вересня 1977   | КрАО                                       | Черних Микола Степанович                               |
| 3225 Хоаґ (Hoag)                    | 1982 QQ              | 20 серпня 1982    | Паломарська обсерваторія                   | Керолін Шумейкер, Юджин Шумейкер                       |
| 3226 Пліній (Plinius)               | 6565 P-L             | 24 вересня 1960   | Паломарська обсерваторія                   | К. Й. ван Гаутен, І. ван Гаутен-Ґроневельд, Т. Герельс |
| 3227 Хасеґава (Hasegawa)            | 1928 DF              | 24 лютого 1928    | Обсерваторія Гейдельберг-Кеніґштуль        | К. В. Райнмут                                          |
| 3228 Пір (Pire)                     | 1935 CL              | 8 лютого 1935     | Королівська обсерваторія Бельгії           | Сильвен Арен                                           |
| 3229 Сольнгофен (Solnhofen)         | A916 PC              | 9 серпня 1916     | Гамбурзька обсерваторія                    | Гольґер Тіле                                           |
| 3230 Вампілов (Vampilov)            | 1972 LE              | 8 червня 1972     | КрАО                                       | Черних Микола Степанович                               |
| 3231 Міла (Mila)                    | 1972 RU2             | 4 вересня 1972    | КрАО                                       | Журавльова Людмила Василівна                           |
| 3232 Брест (Brest)                  | 1974 SL              | 19 вересня 1974   | КрАО                                       | Черних Людмила Іванівна                                |
| 3233 Крішбарон (Krisbarons)         | 1977 RA6             | 9 вересня 1977    | КрАО                                       | Черних Микола Степанович                               |
| 3234 Хергіані (Hergiani)            | 1978 QO2             | 31 серпня 1978    | КрАО                                       | Черних Микола Степанович                               |
| 3235 Мельхіор (Melchior)            | 1981 EL1             | 6 березня 1981    | Обсерваторія Ла-Сілья                      | Анрі Дебеонь, Джованні де Санктіс                      |
| 3236 Стренд (Strand)                | 1982 BH1             | 24 січня 1982     | Станція Андерсон-Меса                      | Едвард Бовелл                                          |
| 3237 Вікторплатт (Victorplatt)      | 1984 SA5             | 25 вересня 1984   | Паломарська обсерваторія                   | Джон Платт                                             |
| 3238 Тимресовія (Timresovia)        | 1975 VB9             | 8 листопада 1975  | КрАО                                       | Черних Микола Степанович                               |
| 3239 Мейжоу (Meizhou)               | 1978 UJ2             | 29 жовтня 1978    | Обсерваторія Цзицзіньшань                  | Обсерваторія Червона Гора                              |
| 3240 Laocoon                        | 1978 VG6             | 7 листопада 1978  | Паломарська обсерваторія                   | Е. Гелін, Ш. Дж. Бас                                   |
| 3241 Єшухуа (Yeshuhua)              | 1978 WH14            | 28 листопада 1978 | Обсерваторія Цзицзіньшань                  | Обсерваторія Червона Гора                              |
| 3242 Бахчисарай (Bakhchisaraj)      | 1979 SG9             | 22 вересня 1979   | КрАО                                       | Черних Микола Степанович                               |
| 3243 Скайтел (Skytel)               | 1980 DC              | 19 лютого 1980    | Гарвардська обсерваторія                   | Гарвардська обсерваторія                               |
| 3244 Petronius                      | 4008 P-L             | 24 вересня 1960   | Паломарська обсерваторія                   | К. Й. ван Гаутен, І. ван Гаутен-Ґроневельд, Т. Герельс |
| 3245 Дженш (Jensch)                 | 1973 UL5             | 27 жовтня 1973    | Обсерваторія Карла Шварцшильда             | Ф. Бернґен                                             |
| 3246 Бідструп (Bidstrup)            | 1976 GQ3             | 1 квітня 1976     | КрАО                                       | Черних Микола Степанович                               |
| 3247 Ді Мартіно (Di Martino)        | 1981 YE              | 30 грудня 1981    | Станція Андерсон-Меса                      | Едвард Бовелл                                          |
| 3248 Фарінелла (Farinella)          | 1982 FK              | 21 березня 1982   | Станція Андерсон-Меса                      | Едвард Бовелл                                          |
| 3249 Мусашіно (Musashino)           | 1977 DT4             | 18 лютого 1977    | Обсерваторія Кісо                          | Хірокі Косаї, Кіїтіро Фурукава                         |
| 3250 Мартебо (Martebo)              | 1979 EB              | 6 березня 1979    | Обсерваторія Маунт-Стромло                 | Клаес-Інґвар Лаґерквіст                                |
| 3251 Ератосфен (Eratosthenes)       | 6536 P-L             | 24 вересня 1960   | Паломарська обсерваторія                   | К. Й. ван Гаутен, І. ван Гаутен-Ґроневельд, Т. Герельс |
| 3252 Джонні (Johnny)                | 1981 EM4             | 2 березня 1981    | Обсерваторія Сайдинг-Спрінг                | Ш. Дж. Бас                                             |
| 3253 Ґрейді (Gradie)                | 1982 HQ1             | 28 квітня 1982    | Станція Андерсон-Меса                      | Едвард Бовелл                                          |
| 3254 Бус (Bus)                      | 1982 UM              | 17 жовтня 1982    | Станція Андерсон-Меса                      | Едвард Бовелл                                          |
| 3255 Tholen                         | 1980 RA              | 2 вересня 1980    | Станція Андерсон-Меса                      | Едвард Бовелл                                          |
| 3256 Даґерр (Daguerre)              | 1981 SJ1             | 26 вересня 1981   | Станція Андерсон-Меса                      | Браян Скіфф, Норман Томас                              |
| 3257 Ганзлік (Hanzlik)              | 1982 GG              | 15 квітня 1982    | Обсерваторія Клеть                         | Антонін Мркос                                          |
| 3258 Сомніум (Somnium)              | 1983 RJ              | 8 вересня 1983    | Ціммервальдська обсерваторія               | Пауль Вільд                                            |
| 3259 Браунлі (Brownlee)             | 1984 SZ4             | 25 вересня 1984   | Паломарська обсерваторія                   | Джон Платт                                             |
| 3260 Візбор (Vizbor)                | 1974 SO2             | 20 вересня 1974   | КрАО                                       | Журавльова Людмила Василівна                           |
| 3261 Твардовський (Tvardovskij)     | 1979 SF9             | 22 вересня 1979   | КрАО                                       | Черних Микола Степанович                               |
| 3262 Міуне (Miune)                  | 1983 WB              | 28 листопада 1983 | Обсерваторія Ґейсей                        | Тсутому Секі                                           |
| 3263 Блай (Bligh)                   | 1932 CN              | 5 лютого 1932     | Обсерваторія Гейдельберг-Кеніґштуль        | К. В. Райнмут                                          |
| 3264 Баунті (Bounty)                | 1934 AF              | 7 січня 1934      | Обсерваторія Гейдельберг-Кеніґштуль        | К. В. Райнмут                                          |
| 3265 Флетчер (Fletcher)             | 1953 VN2             | 9 листопада 1953  | Обсерваторія Гейдельберг-Кеніґштуль        | К. В. Райнмут                                          |
| 3266 Бернардус (Bernardus)          | 1978 PA              | 11 серпня 1978    | Обсерваторія Ла-Сілья                      | Ганс-Еміль Шустер                                      |
| 3267 Glo                            | 1981 AA              | 3 січня 1981      | Станція Андерсон-Меса                      | Едвард Бовелл                                          |
| 3268 Де Санктіс (De Sanctis)        | 1981 DD              | 26 лютого 1981    | Обсерваторія Ла-Сілья                      | Анрі Дебеонь, Джованні де Санктіс                      |
| 3269 Віберт-Дуглас (Vibert-Douglas) | 1981 EX16            | 6 березня 1981    | Обсерваторія Сайдинг-Спрінг                | Ш. Дж. Бас                                             |
| 3270 Dudley                         | 1982 DA              | 18 лютого 1982    | Паломарська обсерваторія                   | Керолін Шумейкер, Ш. Дж. Бас                           |
| 3271 Ул (Ul)                        | 1982 RB              | 14 вересня 1982   | Обсерваторія Ла-Сілья                      | Ганс-Еміль Шустер                                      |
| 3272 Тілландс (Tillandz)            | 1938 DB1             | 24 лютого 1938    | Турку                                      | Ірйо Вяйсяля                                           |
| 3273 Друкар (Drukar)                | 1975 TS2             | 3 жовтня 1975     | КрАО                                       | Черних Людмила Іванівна                                |
| 3274 Майллен (Maillen)              | 1981 QO2             | 23 серпня 1981    | Обсерваторія Ла-Сілья                      | Анрі Дебеонь                                           |
| 3275 Oberndorfer                    | 1982 HE1             | 25 квітня 1982    | Станція Андерсон-Меса                      | Едвард Бовелл                                          |
| 3276 Порта Коелі (Porta Coeli)      | 1982 RZ1             | 15 вересня 1982   | Обсерваторія Клеть                         | Антонін Мркос                                          |
| 3277 Ааронсон (Aaronson)            | 1984 AF1             | 8 січня 1984      | Станція Андерсон-Меса                      | Едвард Бовелл                                          |
| 3278 Бегоунек (Behounek)            | 1984 BT              | 27 січня 1984     | Обсерваторія Клеть                         | Антонін Мркос                                          |
| 3279 Солон (Solon)                  | 9103 P-L             | 17 жовтня 1960    | Паломарська обсерваторія                   | К. Й. ван Гаутен, І. ван Гаутен-Ґроневельд, Т. Герельс |
| 3280 Ґретрі (Gretry)                | 1933 SJ              | 17 вересня 1933   | Королівська обсерваторія Бельгії           | Фернан Ріґо                                            |
| 3281 Мопертюї (Maupertuis)          | 1938 DZ              | 24 лютого 1938    | Турку                                      | Ірйо Вяйсяля                                           |
| 3282 Спенсер Джонс (Spencer Jones)  | 1949 DA              | 19 лютого 1949    | Обсерваторія Ґете Лінка                    | Університет Індіани                                    |
| 3283 Скоріна (Skorina)              | 1979 QA10            | 27 серпня 1979    | КрАО                                       | Черних Микола Степанович                               |
| 3284 Нібур (Niebuhr)                | 1953 NB              | 13 липня 1953     | Республіканська обсерваторія Йоганнесбурга | Дж. Брюер                                              |
| 3285 Рут Вульф (Ruth Wolfe)         | 1983 VW1             | 5 листопада 1983  | Паломарська обсерваторія                   | Керолін Шумейкер                                       |
| 3286 Анатолія (Anatoliya)           | 1980 BV              | 23 січня 1980     | КрАО                                       | Карачкіна Людмила Георгіївна                           |
| 3287 Olmstead                       | 1981 DK1             | 28 лютого 1981    | Обсерваторія Сайдинг-Спрінг                | Ш. Дж. Бас                                             |
| 3288 Seleucus                       | 1982 DV              | 28 лютого 1982    | Обсерваторія Ла-Сілья                      | Ганс-Еміль Шустер                                      |
| 3289 Мітані (Mitani)                | 1934 RP              | 7 вересня 1934    | Обсерваторія Гейдельберг-Кеніґштуль        | К. В. Райнмут                                          |
| 3290 Азабу (Azabu)                  | 1973 SZ1             | 19 вересня 1973   | Паломарська обсерваторія                   | К. Й. ван Гаутен, І. ван Гаутен-Ґроневельд, Т. Герельс |
| 3291 Данлеп (Dunlap)                | 1982 VX3             | 14 листопада 1982 | Обсерваторія Кісо                          | Хірокі Косаї, Кіїтіро Фурукава                         |
| 3292 Сетер (Sather)                 | 2631 P-L             | 24 вересня 1960   | Паломарська обсерваторія                   | К. Й. ван Гаутен, І. ван Гаутен-Ґроневельд, Т. Герельс |
| 3293 Ронтейлор (Rontaylor)          | 4650 P-L             | 24 вересня 1960   | Паломарська обсерваторія                   | К. Й. ван Гаутен, І. ван Гаутен-Ґроневельд, Т. Герельс |
| 3294 Карлвезели (Carlvesely)        | 6563 P-L             | 24 вересня 1960   | Паломарська обсерваторія                   | К. Й. ван Гаутен, І. ван Гаутен-Ґроневельд, Т. Герельс |
| 3295 Муракамі (Murakami)            | 1950 DH              | 17 лютого 1950    | Обсерваторія Гейдельберг-Кеніґштуль        | К. В. Райнмут                                          |
| 3296 Боск Алеґре (Bosque Alegre)    | 1975 SF              | 30 вересня 1975   | Астрономічний комплекс Ель-Леонсіто        | Обсерваторія Фелікса Аґілара                           |
| 3297 Гонконг (Hong Kong)            | 1978 WN14            | 26 листопада 1978 | Обсерваторія Цзицзіньшань                  | Обсерваторія Червона Гора                              |
| 3298 Масандра (Massandra)           | 1979 OB15            | 21 липня 1979     | КрАО                                       | Черних Микола Степанович                               |
| 3299 Холл (Hall)                    | 1980 TX5             | 10 жовтня 1980    | Паломарська обсерваторія                   | Керолін Шумейкер                                       |
| 3300 МакҐлессон (McGlasson)         | 1928 NA              | 10 липня 1928     | Республіканська обсерваторія Йоганнесбурга | Гарі Едвін Вуд                                         |

| Астероїди 1—10000 → |           |           |           |           |           |           |           |           |            |
| 1—100               | 1001—1100 | 2001—2100 | 3001—3100 | 4001—4100 | 5001—5100 | 6001—6100 | 7001—7100 | 8001—8100 | 9001—9100  |
| 101—200             | 1101—1200 | 2101—2200 | 3101—3200 | 4101—4200 | 5101—5200 | 6101—6200 | 7101—7200 | 8101—8200 | 9101—9200  |
| 201—300             | 1201—1300 | 2201—2300 | 3201—3300 | 4201—4300 | 5201—5300 | 6201—6300 | 7201—7300 | 8201—8300 | 9201—9300  |
| 301—400             | 1301—1400 | 2301—2400 | 3301—3400 | 4301—4400 | 5301—5400 | 6301—6400 | 7301—7400 | 8301—8400 | 9301—9400  |
| 401—500             | 1401—1500 | 2401—2500 | 3401—3500 | 4401—4500 | 5401—5500 | 6401—6500 | 7401—7500 | 8401—8500 | 9401—9500  |
| 501—600             | 1501—1600 | 2501—2600 | 3501—3600 | 4501—4600 | 5501—5600 | 6501—6600 | 7501—7600 | 8501—8600 | 9501—9600  |
| 601—700             | 1601—1700 | 2601—2700 | 3601—3700 | 4601—4700 | 5601—5700 | 6601—6700 | 7601—7700 | 8601—8700 | 9601—9700  |
| 701—800             | 1701—1800 | 2701—2800 | 3701—3800 | 4701—4800 | 5701—5800 | 6701—6800 | 7701—7800 | 8701—8800 | 9701—9800  |
| 801—900             | 1801—1900 | 2801—2900 | 3801—3900 | 4801—4900 | 5801—5900 | 6801—6900 | 7801—7900 | 8801—8900 | 9801—9900  |
| 901—1000            | 1901—2000 | 2901—3000 | 3901—4000 | 4901—5000 | 5901—6000 | 6901—7000 | 7901—8000 | 8901—9000 | 9901—10000 |